# Югорский физико-математический лицей-интернат
Югорский физико-математический лицей-интернат (до 2007 года Югорская физико-математическая школа) — бюджетное общеобразовательное учреждение с углублённым изучением математики, физики, информатики, находящийся в г. Ханты-Мансийске (Ханты-Мансийский автономный округ — Югра).

## История
Постановление о создании Югорской физико-математической школы было принято 31 мая 2002 года Правительством Ханты-Мансийского округа — Югры по примеру известных в России физико-математических школ Москвы (Специализированный учебно-научный центр МГУ), Санкт-Петербурга (Академическая гимназия имени Д. К. Фаддеева Санкт-Петербургского государственного университета), Новосибирска (Физико-математическая школа НГУ), Екатеринбурга (Специализированный учебно-научный центр УрГУ). Первое занятие состоялось 8 сентября 2002 года. С момента образования школа располагалась в здании Югорского НИИ информационных технологий. Ученики первого набора жили в общежитии студгородка Югорского государственного университета, а в 2003 году школа получила собственное общежитие недалеко от здания НИИ.
В 2005 году телекомпания «Югра» сняла о Югорской физико-математической школе четырёхсерийный документальный фильм «Снова в школу», удостоенный гранта губернатора Ханты-Мансийского автономного округа в номинации «Юность Югры».
В 2007 году школа была переименована в Югорский физико-математический лицей. Лицей находится в ведении Департамента образования и науки Ханты-Мансийского автономного округа.

## Учебный процесс
Система обучения в лицее — двухгодичная: в него поступают ученики, закончившие 9 класс, и проучившись два года (10 и 11 класс), получают аттестат о среднем полном образовании. Каждый год обучения разбит на 2 семестра. Первый семестр заканчивается в конце декабря, второй — в начале июня. Обычно в лицее обучается 3 десятых и 3 одиннадцатых класса, каждый класс разделяется на две группы по 7-12 человек. Занятия по профилирующим предметам (физика, математика, информатика, английский язык, русский язык) проходят в группах, а по остальным предметам — со всем классом. Занятия по математике и физике ведутся по лекционно-семинарской системе. Все учащиеся разбиты на 6 лекционных потоков, каждый лектор ведёт семинарские занятия. В конце каждого семестра все учащиеся сдают письменные и устные зачёты по математике и физике. У каждого класса — свой классный руководитель. Ежегодно учащимся предлагается более 20 различных факультативов и спецкурсов. Факультативные занятия, специальные курсы по математике, физике, информатике ведут специалисты в соответствующих областях.
В задачи лицея входит поиск и отбор одарённых старшеклассников в Ханты-Мансийском автономном округе и их дальнейшая общеобразовательная подготовка с углублённым обучением математике и физике, а также информатике и английскому языку. При лицее действуют подготовительные курсы для девятиклассников и окружная заочная физико-математическая школа, на базе лицея организуются научные сессии для школьников Ханты-Мансийского автономного округа.
В основном, в лицее учатся ребята из городов и посёлков Ханты-Мансийского автономного округа, в том числе из самого Ханты-Мансийска. Иногородним студентам предоставляется общежитие.

## Проживание иногородних студентов
Всем иногородним студентам предоставляется общежитие с комнатами на двух человек. Каждая комната оборудована кроватями, шкафами, тумбами, письменными столами, стульями и книжными полками, что позволяет составить комфортные условия для индивидуальной работы лицеистов. Производится еженедельная смена постельного белья. На цокольном этаже общежития оборудована прачечная, на первом этаже — медицинский кабинет. Общежитие ЮФМЛ находится в шаговой доступности от основного здания лицея. Общежитие блочного типа, в каждом блоке (блок на 8 человек) есть несколько санузлов, душевых комнат. Несмотря на наличие у лицея столовой, в каждом блоке общежития есть оборудованная кухня. Во дворе общежития располагается дворик с беседками, скамейками, турниками, качелями. На заднем дворе общежития оборудована «коробка» для игр в футбол, баскетбол, прочее.[значимость факта?]

## Преподавательский состав
В число преподавателей лицея входят доктор физико-математических наук Владимир Алексеевич Вьюн и ряд кандидатов физико-математических и педагогических наук. Преподаватель лицея Ильин Александр Борисович — трёхкратный получатель гранта Фонда «Династия». Ряд учебных курсов, преподаваемых в лицее, являются авторскими (среди разработчиков — В. А. Вьюн, В. П. Чуваков, В. В. Ню, В. И. Новожилова).

## Учащиеся
Конкурс при поступлении в лицей в 2006 году составлял шесть человек на место, а в 2010 году доходил до 10 человек на место; основным компонентом при принятии решения о зачислении в лицей являются результаты традиционного физико-математического турнира.
Из года в год выпускники лицея стабильно показывают высокие результаты сдачи Единого государственного экзамена. Так, в 2013 году средний балл ЕГЭ по русскому языку по лицею составил 83,3 балла (63,4 — средний по России); 80,7 — по математике (48,7 — средний по России); 83,3 — по физике (53,5 — средний по России); 89,24 — по информатике (63,1 — средний по России); 86,2 — по английскому языку (72,4 — средний по России); 100 — по химии (67,8 — средний по России); 73,2 — по обществознанию (59,5 — средний по России).
С момента основания лицея 29 человек закончили его с медалями. Все выпускники лицея поступают в высшие учебные заведения, в том числе в МФТИ, МГУ, СПбГУ, МГИМО, РЭУ, НИУ ВШЭ, НГУ, НИУ ИТМО.

## Мероприятия
На базе Югорского физико-математического лицея проводится ряд мероприятий, получивших статус окружных, и ставших традиционными для лицея.
Наиболее значимым является Окружной физико-математический турнир ЮФМЛ. Турнир проводится ежегодно в апреле-мае, его участниками становятся около пятисот обучающихся 9 класса школ округа. Участникам предлагается в течение 2-х часов подумать над заданиями по математике, а затем столько же — над заданиями по физике. По математике предлагается решить 5 заданий различного уровня сложности, по физике — 4. Каждое задание оценивается одинаково, — за полное правильное решение участник получает 7 баллов. Задание по математике составляет В. В. Ню, по физике — А. Б. Ильин, они же и проверяют работы всех участников. Образцы заданий турнира прошлых лет размещаются на лицейском сайте. Победителями и призёрами турнира ежегодно становятся около ста участников, многие из которых поступают на обучение в ЮФМЛ.
Для обучающихся 9 и 10 классов школ округа во время осенних каникул проводится Научная сессия старшеклассников. В течение нескольких дней происходит «погружение» школьников в свой предмет, и для этого участники разбиты на три потока, — математики, физики, химики и информатики. Занятия ведут преподаватели ЮФМЛ, а также приглашённые специалисты, — учёные из Москвы, Новосибирска, Томска, Сургута, Ханты-Мансийска, других городов. Научная сессия старшеклассников традиционно заканчивается олимпиадами по математике, физике, химии и информатике.
С 2010 года Югорский физико-математический лицей-интернат проводит Летнюю школу для учащихся, закончивших 7 или 8 класс. Участниками (80 человек) становятся победители и призёры муниципального этапа олимпиад по математике, физике, или информатике, других олимпиад такого же или более высокого уровня. В течение двух недель школьники интенсивно занимаются физикой, математикой и информатикой под руководством преподавателей ЮФМЛ. Заканчивается ЛШ предметными олимпиадами.
С 2016 года по инициативе Е. А. Вишневской (преподаватель математики, зам директора) и Ильина А. Б. (преподаватель физики), проводится Открытая физико-математическая олимпиада для учащихся 7 и 8 классов. В Открытой олимпиаде принимает участие около 150 человек из школ разных муниципальных образований округа.
Югорский физико-математический лицей является региональной площадкой для проведения некоторых вузовских олимпиад. На его базе проводится турнир Ломоносова (МГУ), заключительный этап Всесибирской олимпиады школьников по физике, математике, информатике (НГУ), заключительный этап олимпиады МФТИ (МФТИ).
На базе лицея проводятся некоторые вузовские олимпиады. В их числе турнир Ломоносова (МГУ), а также отборочный и заключительный этап Всесибирской олимпиады школьников (НГУ), отборочный и заключительный этапы олимпиады МФТИ (МФТИ).
На базе лицея проходит региональный этап Всероссийской олимпиады школьников. Членами жюри регионального этапа олимпиады по математике являлись В. В. Ню, Е. А. Вишневская, по физике — И. М. Пачин, Д. А. Попов, А. Б. Ильин.

## Позиции в рейтингах
По итогам 2013 года Югорский физико-математический лицей-интернат признан лучшим в сводном рейтинге школ России повышенного уровня. Рейтинг включал более 1500 учебных заведений 41 региона России, которые сравнивались по учебным достижениям учащихся, показателям индивидуального развития, доступности. Рейтинг составлялся при поддержке Межрегиональной ассоциации мониторинга и статистики образования (МАМСО) и при участии «Учительской газеты» и журнала «Директор школы». За год до этого в аналогичном рейтинге Югорский лицей разделил первое место с новосибирской гимназией № 10.
По итогам 2012—2013 учебного года Лицей вошёл в Топ-500 лучших школ России по результатам ЕГЭ и предметных олимпиад.
По итогам 2016—2017 учебного года Югорский физико-математический лицей-интернат вошёл в топ-20 рейтинг лучших школ России по конкурентоспособности выпускников.
По итогам 2023 года Югорский физико-математический лицей-интернат вошел в топ-20 рейтинг лучших школ России по конкурентоспособности выпускников, заняв 17 место.